# Firminus bellieri
Firminus bellieri är en skalbaggsart som beskrevs av Reiche 1862. Firminus bellieri ingår i släktet Firminus och familjen Melolonthidae. Inga underarter finns listade i Catalogue of Life.